# Varde (gemeente)
Varde is een gemeente in de Deense regio Zuid-Denemarken (Syddanmark) met 50.452 inwoners (2017).
Varde had tot 2007 een oppervlakte van 251,41 km² en 20.138 inwoners. Bij de herindeling van 2007 werden de volgende gemeenten bij Varde gevoegd: Blåbjerg, Blåvandshuk, Helle en Ølgod.

## Plaatsen in de gemeente
- Janderup
- Varde
- Horne
- Sig
- Oksbøl
- Billum
- Øster Vrøgum
- Nørre Nebel
- Henne Stationsby
- Henne Kirkeby
- Ølgod
- Agerbæk
- Alslev
- Årre
- Fåborg
- Lunde
- Nymindegab
- Nordenskov
- Næsbjerg
- Tistrup
- Skovlund
- Ansager
- Tofterup
- Tinghøj
- Kvong
- Outrup

Aabenraa · Ærø · Assens · Billund · Esbjerg · Faaborg-Midtfyn · Fanø · Fredericia · Haderslev · Kerteminde · Kolding · Langeland · Middelfart · Nordfyn · Nyborg · Odense · Sønderborg · Svendborg · Tønder · Varde · Vejen · Vejle
- International Standard Name Identifier: 0000 0004 0493 3596
- MusicBrainz: 716d450f-e2c2-49ff-96d0-ed7ec7ae620d